# Papp Antal (cserkészvezető)
Erzsébetvárosi dr. Papp Antal György (Erzsébetváros, Küküllő vármegye, 1875. május 6. – Budapest, 1948. november 8.) pénzügyminisztériumi államtitkár, a Magyar Cserkészszövetség elnöke, a budapesti örmény katolikus templom adományozója.

## Élete
A Küküllő vármegyei Erzsébetvárosban örmény származású családba született. Apja erzsébetvárosi Papp Antal, kataszteri becslőbiztos, anyja Lukáts Janka. Testvére erzsébetvárosi dr. Papp József Antal, Kolozsvár főispánja.
1896-ban jogi doktorátust szerzett a Budapesti Tudományegyetemen. Köztisztviselői pályáját 1894-ben számgyakornokként kezdte a budapesti adófelügyelőségen. 1897-ben a Pénzügyminisztériumba helyezték át, ahol minisztériumi segédfogalmazóként kezdett, majd végigjárva a hivatali létrát, 1909-re minisztériumi titkár lett. 1913 és 1919 között Kolozsvárott működött pénzügyigazgatóként miniszteri tanácsosi rangban. A román betörés elől Budapestre menekült. A Tanácsköztársaság bukása után folytatta karrierjét a Pénzügyminisztériumban, ahonnan államtitkárként nyugdíjazták 1935-ben. 1937-től a Ferenc József Tudományegyetemen tanított államszámviteltant.
Köztisztviselői pályája mellett Papp a hazai cserkészet egyik szervezője volt. 1932 és 1942 között a Magyar Cserkészszövetség országos elnökeként működött, ebben a minőségben gazdasági csoportvezető és helyettes táborparancsnok volt Teleki Pál mellett az 1933-ban, Gödöllőn tartott 4. Cserkész Világdzsembori idején. Elnöksége idején szervezték meg a vízi-, a repülős, a rádiós és a regős cserkészetet. 1939 és 1942 között a Cserkész Világszövetség Intéző Bizottságának tagjaként funkcionált.